# Pico Juiten
El pico Juiten o Huiten (Mongol: Kujten-Uul - Хүйтний оргил; "pico frío") también "Pico de la Amistad" (Найрамдал оргил, Nairamdal orgil; 友谊峰, Youyi Feng) es el punto más alto de Mongolia, ubicado en el extremo oeste del país. El Pico se alza hasta los 4.374 metros (previamente se creía que eran 4.356 m) bajo la permanente capa de nieve. Es uno de los cinco picos en el Tavan Bogd Uul (cinco santos), que está alrededor de 2,5 km más al norte y marca la frontera tripartita de Mongolia, Rusia y China. Algunas fuentes también llaman al pico "Tavan Bogd Uul". El primer ascenso del Juiten se supone que ocurrió en 1963. S. Venables señala como primer ascenso el de Pieskariow y compañeros, por la arista noreste, en 1956.

## Ubicación
Tres países colindan el uno al otro con sus fronteras: Rusia, Mongolia y China; además a solamente 40 km hay un cuarto país- Kazajistán. Este lugar se llama simbólicamente: "Ensambladura Tabyn Bogdo Ola".
Uno de los centros más grandes de glaciación de los montes de Altái se localiza aquí; 36 glaciares con un área total de más de 150 kilómetros cuadrados. El glaciar más grande tiene el nombre de un explorador famoso llamado G.N.Potanin.

## Fauna
Entre las especies que se pueden hallar se destacan aves, lobos, y el tigre de Siberia.

## Turismo
No hay caminos ni rutas ni población humana en sus cercanías. También carece sitios para acampar y de hoteles para turistas por lo que obliga a sus escaladores a hacer todo el camino a pie.